# Fuguijiao

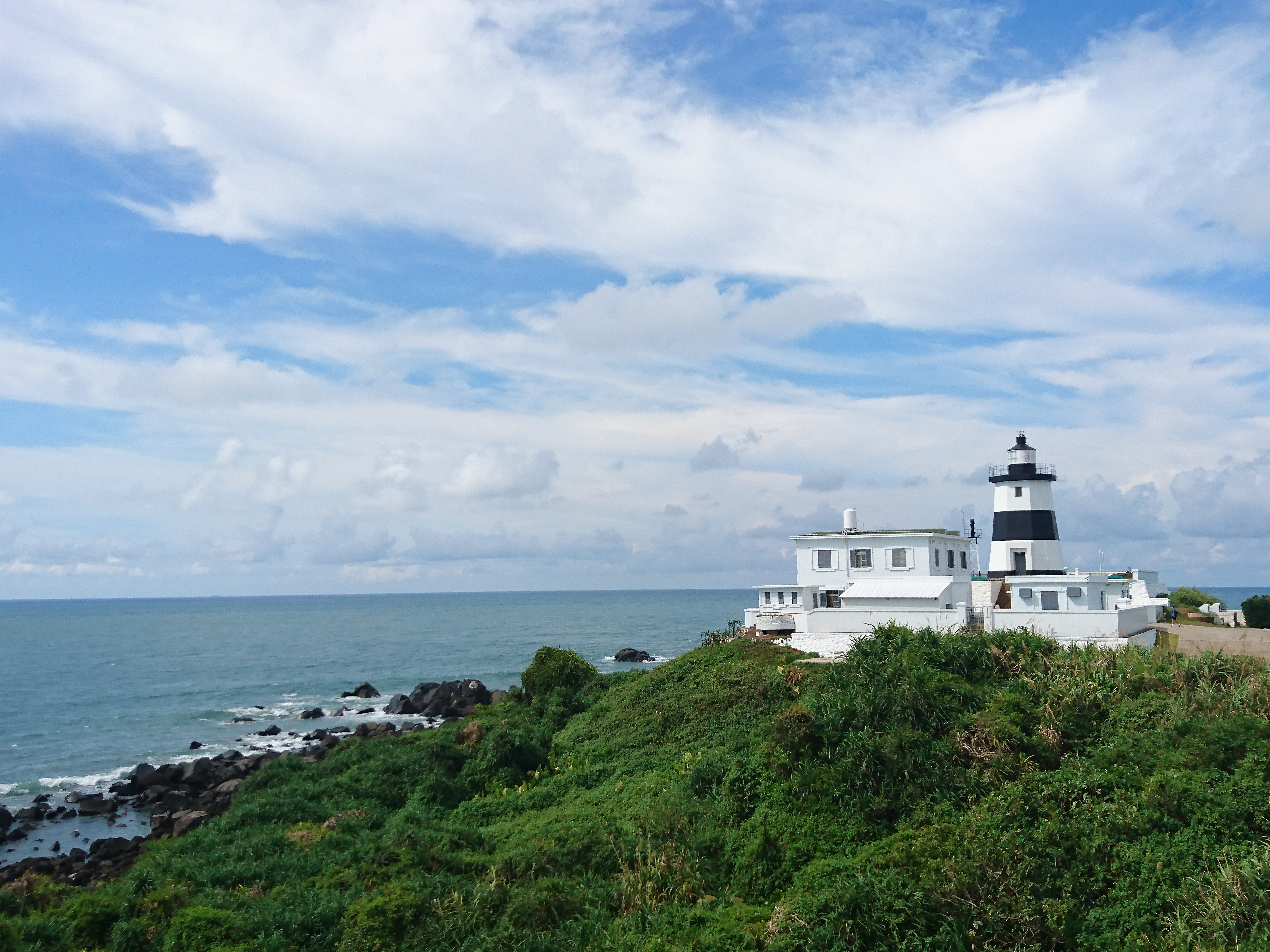
Leuchtturm Fuguijiao.

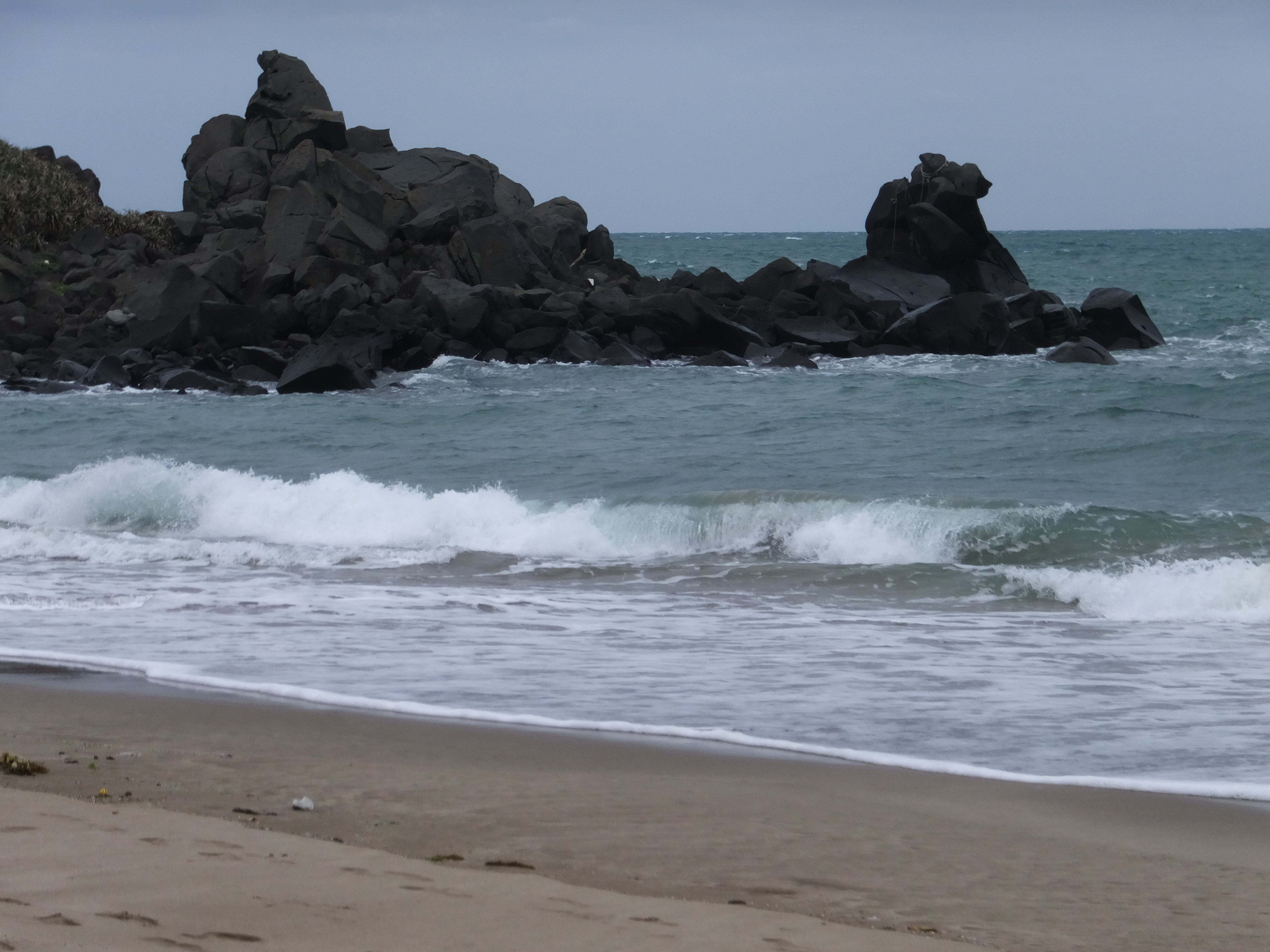
Dapian Point, 2015.

Fugui Jiao (chinesisch 富貴角, Pinyin Fùguìjiǎo, japanisch ふうき かく, Fūki Kaku, engl.: Cape Fugui) ist der nördlichste Punkt von Taiwan. Er befindet sich im Fugui-Jiao-Park (富貴角公園; Cape Fugui Park) im Ortsteil Laomei (老梅里, Lǎoméi Lǐ) im Stadtbezirk Shimen von Neu-Taipeh.

## Name

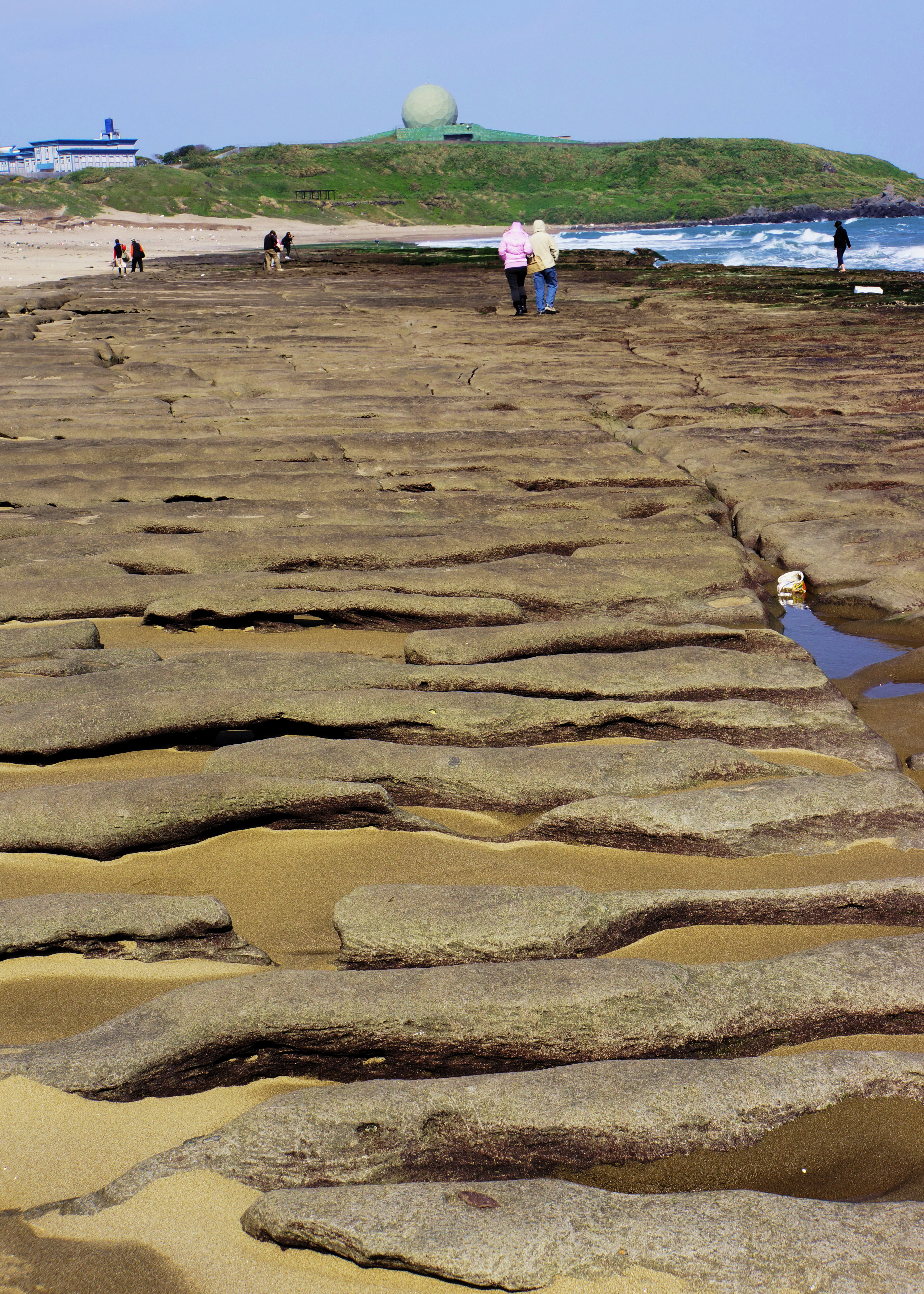
Fugui Park, 2013.

Fùguì ist die Pinyin-Transkription der Standardchinesischen Aussprache der Chinesischen Schriftzeichen „富貴“. Das ist die chinesische Transkription des niederländisch hoek („hook“=Kap, Landzunge) in der lokalen Hokkien-Aussprache Hù-kùi.
Im 19. Jahrhundert war das Kap unter der Bezeichnung Foki bekannt (Qing-Dynastie). Unter japanischer Herrschaft war die Bezeichnung Fūki Kaku (die japanische Aussprache derselben Zeichen) gebräuchlich. In der Tongyong-Pinyin-Umschrift wird es Fuguei geschrieben.

## Geographie

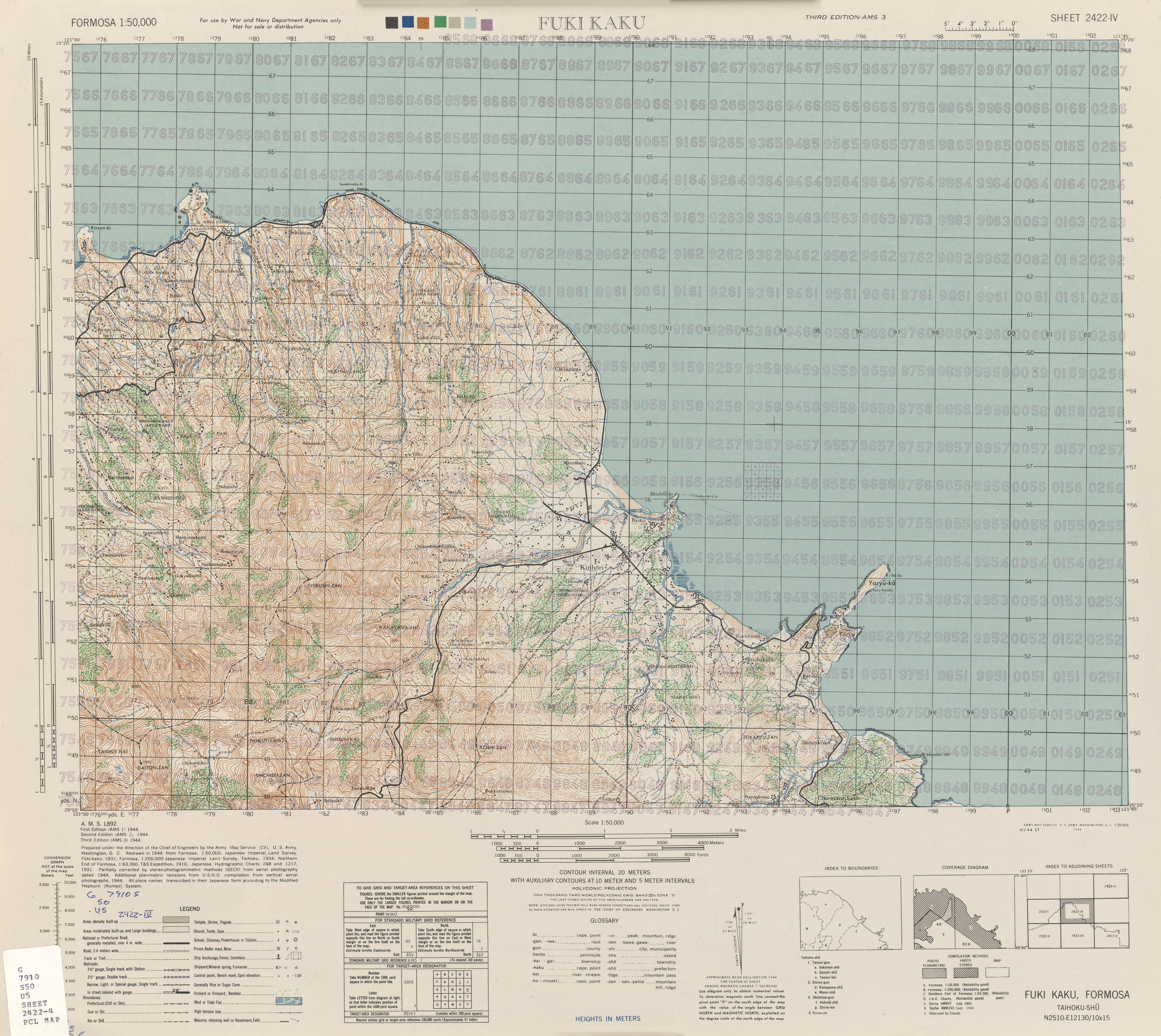
Karte mit dem Gebiet des Kaps („Fūki-kaku“), 1944.

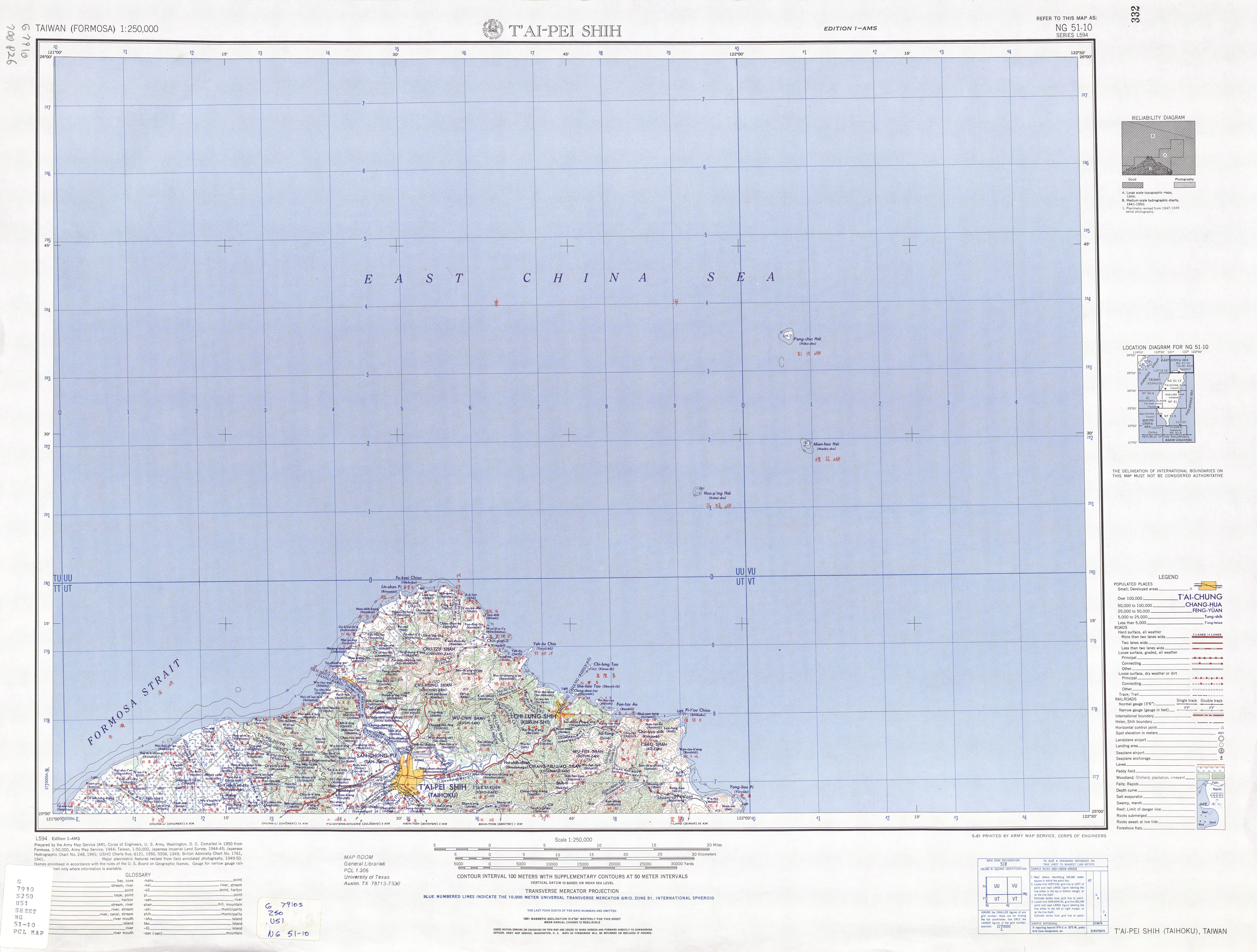
Karte von 1950; „Fu-kuei Chiao, Fūkikaku, 富貴角“.

Fuguijiao ist der nördlichste Punkt von Taiwan und bildet das Westende der Laomei-Bucht, die sich nach Osten bis zum Jianzilu Bi bei Shimen Dong zieht. An der Westküste der Halbinsel liegt noch das Fischerdorf Fujicun (富基村) mit dem Fischereihafen (富基漁港, Fuji yugang). Weiter westlich schließt die Halbinsel Linshanbi (麟山鼻 Lín shān bí) die nächste Bucht (白沙灣) ab. Im Norden der Halbinsel liegt sonst nur die Siedlung Fenglin (楓林) mit dem Fuguijiao-Park und dem Fuguijiao-Leuchtturm (富貴角燈塔, Fuguijiao Dengta).
Unter der Japanischen Bezeichnung „Fuki Kaku“ bildet das Kap eine der Landmarken für die Definition der International Hydrographic Organization (IHO) für das Ostchinesische Meer (IHO 1953 §50) und das Südchinesische Meer (IHO 1953 §49). Der noch nicht ratifizierte Entwurf der 4. Ausgabe von Limits of Oceans and Seas ändert den Namen in die Pinyinform „Fugui“, und verschiebt die Grenze des Südchinesischen Meeres von Fugui an Taiwans Südspitze Eluanbi.
Fuguijiao gilt auch als Teil der Nordgrenze der Formosastraße.

### Verkehr
Der Park und das Kap liegen bei Kilometer 26 des Provincial Highway 2 (台2線) und sind von Tamsui bzw. Keelung aus mit öffentlichen Verkehrsmitteln zu erreichen.

### Fuguijiao-Park
Der Fuguijiao Park stellt die Landschaft unter Naturschutz. Am Strand finden sich beeindruckende Windkanter (windgeformte Felsen) und das Landschaftsbild wird von üppiger subtropischer Vegetation geprägt. Es gibt einen Rundwanderweg vom Hafen Fuji (富基 渔港, Fùjī Yúgǎng) nach Laomei, sowie ein Labyrinth aus Ziegelsteinen (Laomei Maze). Alte Militärgebäude der taiwanesischen Armee wurden als Studios für lokale Künstler eingerichtet. Im September und Oktober wird im Park das Shimen Distrikt Drachen Festival veranstaltet.

## Geschichte
1896 errichtete die Japanische Verwaltung ein Gebäude am Endpunkt eines Seekabels. Dieses Gebäude wurde im Zweiten Weltkrieg zerstört. Der Leuchtturm Fuguijiao wurde von der taiwanesischen Verwaltung 1949 errichtet. Der heutige schwarz-weiße, oktagonale Turm wurde 1962 gebaut. Der Leuchtturm wurde 2015 der Öffentlichkeit zugänglich gemacht, aber ein Besuch ist nur an Wochenenden möglich, da eine aktive Radarstation der Luftstreitkräfte der Republik China angeschlossen ist.

## Galerie

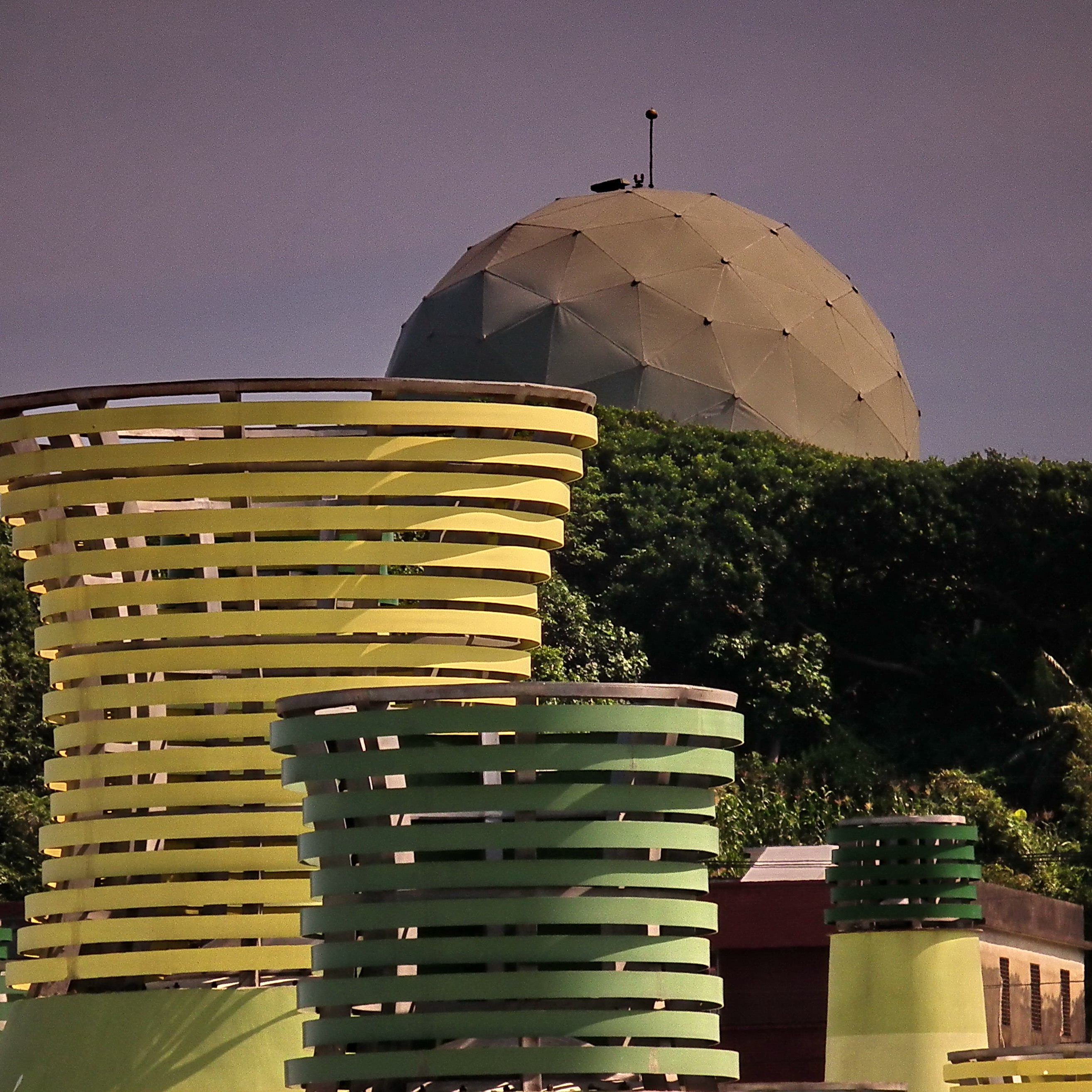
Radarstation bei Fuguijiao 2011
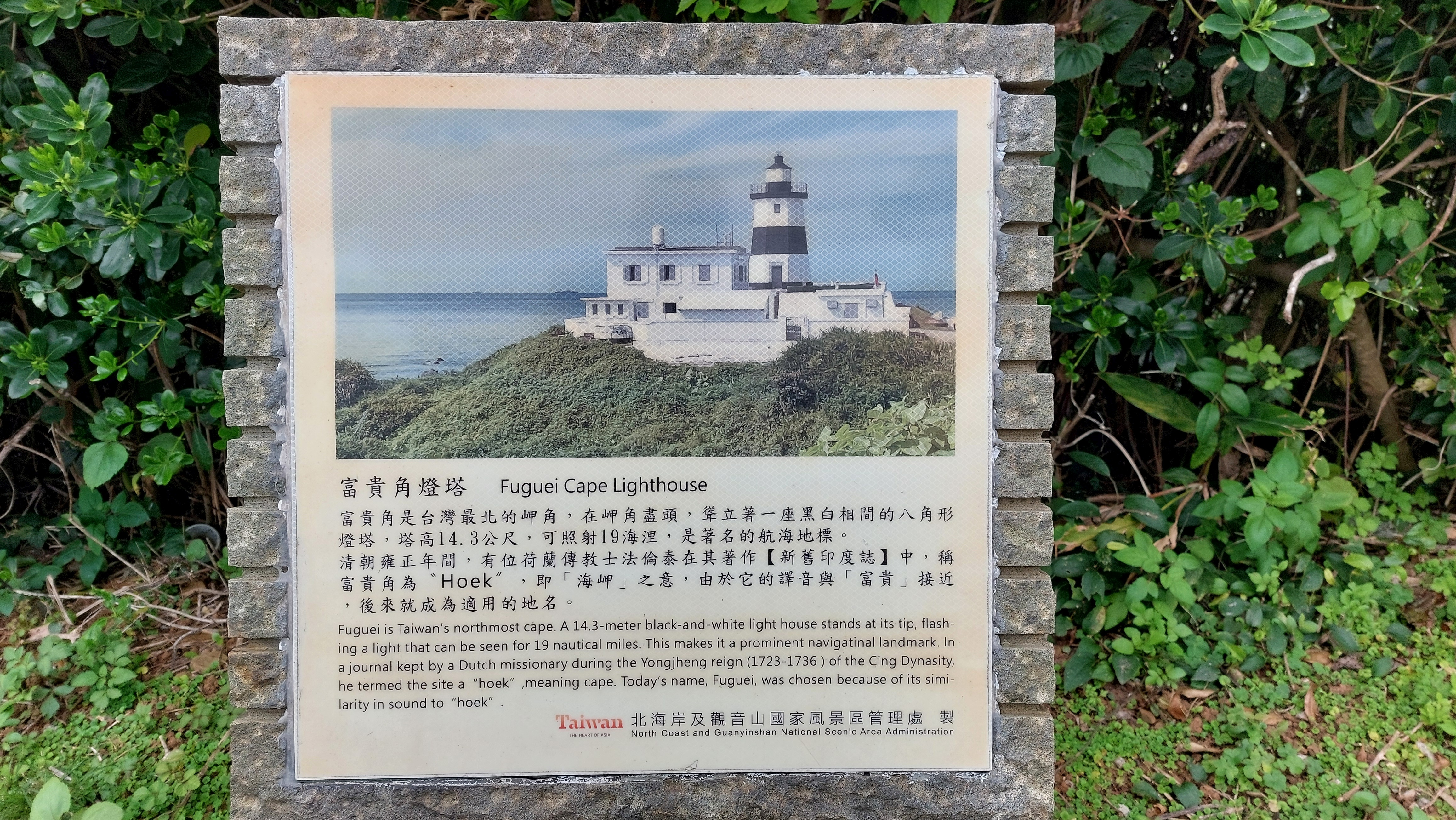
Informationstafel zum Fugui-Leuchtturm 2025
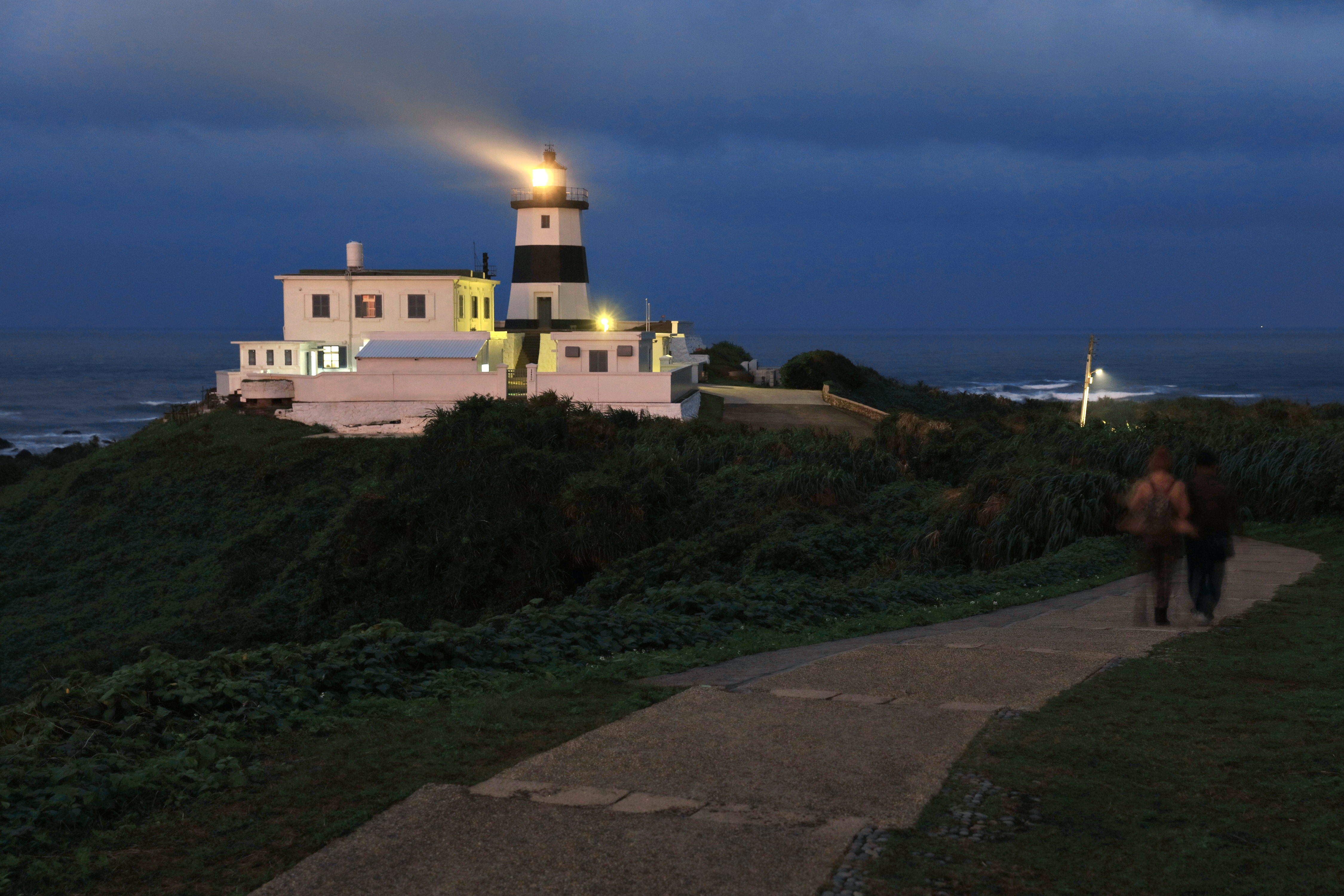
Leuchtturm bei Nacht 2015